# Харинг, Якобус
Харинг, Якобус (нидерл. Jacobus Haring, 30 марта 1913, Хорн — 25 февраля 1989, Гаага) — нидерландский шахматный композитор, международный гроссмейстер (1990 †) и международный арбитр (1964) по шахматной композиции. Работал в Министерстве транспорта и водных ресурсов Нидерландов. Секретарь (1965—1975) Нидерландского союза проблемистов (Nederlandse Bond van probleemvrienden).

## Творчество
|   | a | b | c | d | e | f | g | h |   |
| - | --- | --- | --- | --- | --- | --- | --- | --- | - |
| 8 | e8 белый король · h7 белый слон · b6 белый конь · d6 белый слон · f6 белая пешка · e5 белый конь · f5 чёрная ладья · a4 белый ферзь · d4 чёрный конь · e4 чёрный король · f4 чёрный конь · h4 белая ладья · b3 белая пешка · e2 белая пешка · f2 белая пешка · e1 белая ладья | e8 белый король · h7 белый слон · b6 белый конь · d6 белый слон · f6 белая пешка · e5 белый конь · f5 чёрная ладья · a4 белый ферзь · d4 чёрный конь · e4 чёрный король · f4 чёрный конь · h4 белая ладья · b3 белая пешка · e2 белая пешка · f2 белая пешка · e1 белая ладья | e8 белый король · h7 белый слон · b6 белый конь · d6 белый слон · f6 белая пешка · e5 белый конь · f5 чёрная ладья · a4 белый ферзь · d4 чёрный конь · e4 чёрный король · f4 чёрный конь · h4 белая ладья · b3 белая пешка · e2 белая пешка · f2 белая пешка · e1 белая ладья | e8 белый король · h7 белый слон · b6 белый конь · d6 белый слон · f6 белая пешка · e5 белый конь · f5 чёрная ладья · a4 белый ферзь · d4 чёрный конь · e4 чёрный король · f4 чёрный конь · h4 белая ладья · b3 белая пешка · e2 белая пешка · f2 белая пешка · e1 белая ладья | e8 белый король · h7 белый слон · b6 белый конь · d6 белый слон · f6 белая пешка · e5 белый конь · f5 чёрная ладья · a4 белый ферзь · d4 чёрный конь · e4 чёрный король · f4 чёрный конь · h4 белая ладья · b3 белая пешка · e2 белая пешка · f2 белая пешка · e1 белая ладья | e8 белый король · h7 белый слон · b6 белый конь · d6 белый слон · f6 белая пешка · e5 белый конь · f5 чёрная ладья · a4 белый ферзь · d4 чёрный конь · e4 чёрный король · f4 чёрный конь · h4 белая ладья · b3 белая пешка · e2 белая пешка · f2 белая пешка · e1 белая ладья | e8 белый король · h7 белый слон · b6 белый конь · d6 белый слон · f6 белая пешка · e5 белый конь · f5 чёрная ладья · a4 белый ферзь · d4 чёрный конь · e4 чёрный король · f4 чёрный конь · h4 белая ладья · b3 белая пешка · e2 белая пешка · f2 белая пешка · e1 белая ладья | e8 белый король · h7 белый слон · b6 белый конь · d6 белый слон · f6 белая пешка · e5 белый конь · f5 чёрная ладья · a4 белый ферзь · d4 чёрный конь · e4 чёрный король · f4 чёрный конь · h4 белая ладья · b3 белая пешка · e2 белая пешка · f2 белая пешка · e1 белая ладья | 8 |
| 7 | e8 белый король · h7 белый слон · b6 белый конь · d6 белый слон · f6 белая пешка · e5 белый конь · f5 чёрная ладья · a4 белый ферзь · d4 чёрный конь · e4 чёрный король · f4 чёрный конь · h4 белая ладья · b3 белая пешка · e2 белая пешка · f2 белая пешка · e1 белая ладья | e8 белый король · h7 белый слон · b6 белый конь · d6 белый слон · f6 белая пешка · e5 белый конь · f5 чёрная ладья · a4 белый ферзь · d4 чёрный конь · e4 чёрный король · f4 чёрный конь · h4 белая ладья · b3 белая пешка · e2 белая пешка · f2 белая пешка · e1 белая ладья | e8 белый король · h7 белый слон · b6 белый конь · d6 белый слон · f6 белая пешка · e5 белый конь · f5 чёрная ладья · a4 белый ферзь · d4 чёрный конь · e4 чёрный король · f4 чёрный конь · h4 белая ладья · b3 белая пешка · e2 белая пешка · f2 белая пешка · e1 белая ладья | e8 белый король · h7 белый слон · b6 белый конь · d6 белый слон · f6 белая пешка · e5 белый конь · f5 чёрная ладья · a4 белый ферзь · d4 чёрный конь · e4 чёрный король · f4 чёрный конь · h4 белая ладья · b3 белая пешка · e2 белая пешка · f2 белая пешка · e1 белая ладья | e8 белый король · h7 белый слон · b6 белый конь · d6 белый слон · f6 белая пешка · e5 белый конь · f5 чёрная ладья · a4 белый ферзь · d4 чёрный конь · e4 чёрный король · f4 чёрный конь · h4 белая ладья · b3 белая пешка · e2 белая пешка · f2 белая пешка · e1 белая ладья | e8 белый король · h7 белый слон · b6 белый конь · d6 белый слон · f6 белая пешка · e5 белый конь · f5 чёрная ладья · a4 белый ферзь · d4 чёрный конь · e4 чёрный король · f4 чёрный конь · h4 белая ладья · b3 белая пешка · e2 белая пешка · f2 белая пешка · e1 белая ладья | e8 белый король · h7 белый слон · b6 белый конь · d6 белый слон · f6 белая пешка · e5 белый конь · f5 чёрная ладья · a4 белый ферзь · d4 чёрный конь · e4 чёрный король · f4 чёрный конь · h4 белая ладья · b3 белая пешка · e2 белая пешка · f2 белая пешка · e1 белая ладья | e8 белый король · h7 белый слон · b6 белый конь · d6 белый слон · f6 белая пешка · e5 белый конь · f5 чёрная ладья · a4 белый ферзь · d4 чёрный конь · e4 чёрный король · f4 чёрный конь · h4 белая ладья · b3 белая пешка · e2 белая пешка · f2 белая пешка · e1 белая ладья | 7 |
| 6 | e8 белый король · h7 белый слон · b6 белый конь · d6 белый слон · f6 белая пешка · e5 белый конь · f5 чёрная ладья · a4 белый ферзь · d4 чёрный конь · e4 чёрный король · f4 чёрный конь · h4 белая ладья · b3 белая пешка · e2 белая пешка · f2 белая пешка · e1 белая ладья | e8 белый король · h7 белый слон · b6 белый конь · d6 белый слон · f6 белая пешка · e5 белый конь · f5 чёрная ладья · a4 белый ферзь · d4 чёрный конь · e4 чёрный король · f4 чёрный конь · h4 белая ладья · b3 белая пешка · e2 белая пешка · f2 белая пешка · e1 белая ладья | e8 белый король · h7 белый слон · b6 белый конь · d6 белый слон · f6 белая пешка · e5 белый конь · f5 чёрная ладья · a4 белый ферзь · d4 чёрный конь · e4 чёрный король · f4 чёрный конь · h4 белая ладья · b3 белая пешка · e2 белая пешка · f2 белая пешка · e1 белая ладья | e8 белый король · h7 белый слон · b6 белый конь · d6 белый слон · f6 белая пешка · e5 белый конь · f5 чёрная ладья · a4 белый ферзь · d4 чёрный конь · e4 чёрный король · f4 чёрный конь · h4 белая ладья · b3 белая пешка · e2 белая пешка · f2 белая пешка · e1 белая ладья | e8 белый король · h7 белый слон · b6 белый конь · d6 белый слон · f6 белая пешка · e5 белый конь · f5 чёрная ладья · a4 белый ферзь · d4 чёрный конь · e4 чёрный король · f4 чёрный конь · h4 белая ладья · b3 белая пешка · e2 белая пешка · f2 белая пешка · e1 белая ладья | e8 белый король · h7 белый слон · b6 белый конь · d6 белый слон · f6 белая пешка · e5 белый конь · f5 чёрная ладья · a4 белый ферзь · d4 чёрный конь · e4 чёрный король · f4 чёрный конь · h4 белая ладья · b3 белая пешка · e2 белая пешка · f2 белая пешка · e1 белая ладья | e8 белый король · h7 белый слон · b6 белый конь · d6 белый слон · f6 белая пешка · e5 белый конь · f5 чёрная ладья · a4 белый ферзь · d4 чёрный конь · e4 чёрный король · f4 чёрный конь · h4 белая ладья · b3 белая пешка · e2 белая пешка · f2 белая пешка · e1 белая ладья | e8 белый король · h7 белый слон · b6 белый конь · d6 белый слон · f6 белая пешка · e5 белый конь · f5 чёрная ладья · a4 белый ферзь · d4 чёрный конь · e4 чёрный король · f4 чёрный конь · h4 белая ладья · b3 белая пешка · e2 белая пешка · f2 белая пешка · e1 белая ладья | 6 |
| 5 | e8 белый король · h7 белый слон · b6 белый конь · d6 белый слон · f6 белая пешка · e5 белый конь · f5 чёрная ладья · a4 белый ферзь · d4 чёрный конь · e4 чёрный король · f4 чёрный конь · h4 белая ладья · b3 белая пешка · e2 белая пешка · f2 белая пешка · e1 белая ладья | e8 белый король · h7 белый слон · b6 белый конь · d6 белый слон · f6 белая пешка · e5 белый конь · f5 чёрная ладья · a4 белый ферзь · d4 чёрный конь · e4 чёрный король · f4 чёрный конь · h4 белая ладья · b3 белая пешка · e2 белая пешка · f2 белая пешка · e1 белая ладья | e8 белый король · h7 белый слон · b6 белый конь · d6 белый слон · f6 белая пешка · e5 белый конь · f5 чёрная ладья · a4 белый ферзь · d4 чёрный конь · e4 чёрный король · f4 чёрный конь · h4 белая ладья · b3 белая пешка · e2 белая пешка · f2 белая пешка · e1 белая ладья | e8 белый король · h7 белый слон · b6 белый конь · d6 белый слон · f6 белая пешка · e5 белый конь · f5 чёрная ладья · a4 белый ферзь · d4 чёрный конь · e4 чёрный король · f4 чёрный конь · h4 белая ладья · b3 белая пешка · e2 белая пешка · f2 белая пешка · e1 белая ладья | e8 белый король · h7 белый слон · b6 белый конь · d6 белый слон · f6 белая пешка · e5 белый конь · f5 чёрная ладья · a4 белый ферзь · d4 чёрный конь · e4 чёрный король · f4 чёрный конь · h4 белая ладья · b3 белая пешка · e2 белая пешка · f2 белая пешка · e1 белая ладья | e8 белый король · h7 белый слон · b6 белый конь · d6 белый слон · f6 белая пешка · e5 белый конь · f5 чёрная ладья · a4 белый ферзь · d4 чёрный конь · e4 чёрный король · f4 чёрный конь · h4 белая ладья · b3 белая пешка · e2 белая пешка · f2 белая пешка · e1 белая ладья | e8 белый король · h7 белый слон · b6 белый конь · d6 белый слон · f6 белая пешка · e5 белый конь · f5 чёрная ладья · a4 белый ферзь · d4 чёрный конь · e4 чёрный король · f4 чёрный конь · h4 белая ладья · b3 белая пешка · e2 белая пешка · f2 белая пешка · e1 белая ладья | e8 белый король · h7 белый слон · b6 белый конь · d6 белый слон · f6 белая пешка · e5 белый конь · f5 чёрная ладья · a4 белый ферзь · d4 чёрный конь · e4 чёрный король · f4 чёрный конь · h4 белая ладья · b3 белая пешка · e2 белая пешка · f2 белая пешка · e1 белая ладья | 5 |
| 4 | e8 белый король · h7 белый слон · b6 белый конь · d6 белый слон · f6 белая пешка · e5 белый конь · f5 чёрная ладья · a4 белый ферзь · d4 чёрный конь · e4 чёрный король · f4 чёрный конь · h4 белая ладья · b3 белая пешка · e2 белая пешка · f2 белая пешка · e1 белая ладья | e8 белый король · h7 белый слон · b6 белый конь · d6 белый слон · f6 белая пешка · e5 белый конь · f5 чёрная ладья · a4 белый ферзь · d4 чёрный конь · e4 чёрный король · f4 чёрный конь · h4 белая ладья · b3 белая пешка · e2 белая пешка · f2 белая пешка · e1 белая ладья | e8 белый король · h7 белый слон · b6 белый конь · d6 белый слон · f6 белая пешка · e5 белый конь · f5 чёрная ладья · a4 белый ферзь · d4 чёрный конь · e4 чёрный король · f4 чёрный конь · h4 белая ладья · b3 белая пешка · e2 белая пешка · f2 белая пешка · e1 белая ладья | e8 белый король · h7 белый слон · b6 белый конь · d6 белый слон · f6 белая пешка · e5 белый конь · f5 чёрная ладья · a4 белый ферзь · d4 чёрный конь · e4 чёрный король · f4 чёрный конь · h4 белая ладья · b3 белая пешка · e2 белая пешка · f2 белая пешка · e1 белая ладья | e8 белый король · h7 белый слон · b6 белый конь · d6 белый слон · f6 белая пешка · e5 белый конь · f5 чёрная ладья · a4 белый ферзь · d4 чёрный конь · e4 чёрный король · f4 чёрный конь · h4 белая ладья · b3 белая пешка · e2 белая пешка · f2 белая пешка · e1 белая ладья | e8 белый король · h7 белый слон · b6 белый конь · d6 белый слон · f6 белая пешка · e5 белый конь · f5 чёрная ладья · a4 белый ферзь · d4 чёрный конь · e4 чёрный король · f4 чёрный конь · h4 белая ладья · b3 белая пешка · e2 белая пешка · f2 белая пешка · e1 белая ладья | e8 белый король · h7 белый слон · b6 белый конь · d6 белый слон · f6 белая пешка · e5 белый конь · f5 чёрная ладья · a4 белый ферзь · d4 чёрный конь · e4 чёрный король · f4 чёрный конь · h4 белая ладья · b3 белая пешка · e2 белая пешка · f2 белая пешка · e1 белая ладья | e8 белый король · h7 белый слон · b6 белый конь · d6 белый слон · f6 белая пешка · e5 белый конь · f5 чёрная ладья · a4 белый ферзь · d4 чёрный конь · e4 чёрный король · f4 чёрный конь · h4 белая ладья · b3 белая пешка · e2 белая пешка · f2 белая пешка · e1 белая ладья | 4 |
| 3 | e8 белый король · h7 белый слон · b6 белый конь · d6 белый слон · f6 белая пешка · e5 белый конь · f5 чёрная ладья · a4 белый ферзь · d4 чёрный конь · e4 чёрный король · f4 чёрный конь · h4 белая ладья · b3 белая пешка · e2 белая пешка · f2 белая пешка · e1 белая ладья | e8 белый король · h7 белый слон · b6 белый конь · d6 белый слон · f6 белая пешка · e5 белый конь · f5 чёрная ладья · a4 белый ферзь · d4 чёрный конь · e4 чёрный король · f4 чёрный конь · h4 белая ладья · b3 белая пешка · e2 белая пешка · f2 белая пешка · e1 белая ладья | e8 белый король · h7 белый слон · b6 белый конь · d6 белый слон · f6 белая пешка · e5 белый конь · f5 чёрная ладья · a4 белый ферзь · d4 чёрный конь · e4 чёрный король · f4 чёрный конь · h4 белая ладья · b3 белая пешка · e2 белая пешка · f2 белая пешка · e1 белая ладья | e8 белый король · h7 белый слон · b6 белый конь · d6 белый слон · f6 белая пешка · e5 белый конь · f5 чёрная ладья · a4 белый ферзь · d4 чёрный конь · e4 чёрный король · f4 чёрный конь · h4 белая ладья · b3 белая пешка · e2 белая пешка · f2 белая пешка · e1 белая ладья | e8 белый король · h7 белый слон · b6 белый конь · d6 белый слон · f6 белая пешка · e5 белый конь · f5 чёрная ладья · a4 белый ферзь · d4 чёрный конь · e4 чёрный король · f4 чёрный конь · h4 белая ладья · b3 белая пешка · e2 белая пешка · f2 белая пешка · e1 белая ладья | e8 белый король · h7 белый слон · b6 белый конь · d6 белый слон · f6 белая пешка · e5 белый конь · f5 чёрная ладья · a4 белый ферзь · d4 чёрный конь · e4 чёрный король · f4 чёрный конь · h4 белая ладья · b3 белая пешка · e2 белая пешка · f2 белая пешка · e1 белая ладья | e8 белый король · h7 белый слон · b6 белый конь · d6 белый слон · f6 белая пешка · e5 белый конь · f5 чёрная ладья · a4 белый ферзь · d4 чёрный конь · e4 чёрный король · f4 чёрный конь · h4 белая ладья · b3 белая пешка · e2 белая пешка · f2 белая пешка · e1 белая ладья | e8 белый король · h7 белый слон · b6 белый конь · d6 белый слон · f6 белая пешка · e5 белый конь · f5 чёрная ладья · a4 белый ферзь · d4 чёрный конь · e4 чёрный король · f4 чёрный конь · h4 белая ладья · b3 белая пешка · e2 белая пешка · f2 белая пешка · e1 белая ладья | 3 |
| 2 | e8 белый король · h7 белый слон · b6 белый конь · d6 белый слон · f6 белая пешка · e5 белый конь · f5 чёрная ладья · a4 белый ферзь · d4 чёрный конь · e4 чёрный король · f4 чёрный конь · h4 белая ладья · b3 белая пешка · e2 белая пешка · f2 белая пешка · e1 белая ладья | e8 белый король · h7 белый слон · b6 белый конь · d6 белый слон · f6 белая пешка · e5 белый конь · f5 чёрная ладья · a4 белый ферзь · d4 чёрный конь · e4 чёрный король · f4 чёрный конь · h4 белая ладья · b3 белая пешка · e2 белая пешка · f2 белая пешка · e1 белая ладья | e8 белый король · h7 белый слон · b6 белый конь · d6 белый слон · f6 белая пешка · e5 белый конь · f5 чёрная ладья · a4 белый ферзь · d4 чёрный конь · e4 чёрный король · f4 чёрный конь · h4 белая ладья · b3 белая пешка · e2 белая пешка · f2 белая пешка · e1 белая ладья | e8 белый король · h7 белый слон · b6 белый конь · d6 белый слон · f6 белая пешка · e5 белый конь · f5 чёрная ладья · a4 белый ферзь · d4 чёрный конь · e4 чёрный король · f4 чёрный конь · h4 белая ладья · b3 белая пешка · e2 белая пешка · f2 белая пешка · e1 белая ладья | e8 белый король · h7 белый слон · b6 белый конь · d6 белый слон · f6 белая пешка · e5 белый конь · f5 чёрная ладья · a4 белый ферзь · d4 чёрный конь · e4 чёрный король · f4 чёрный конь · h4 белая ладья · b3 белая пешка · e2 белая пешка · f2 белая пешка · e1 белая ладья | e8 белый король · h7 белый слон · b6 белый конь · d6 белый слон · f6 белая пешка · e5 белый конь · f5 чёрная ладья · a4 белый ферзь · d4 чёрный конь · e4 чёрный король · f4 чёрный конь · h4 белая ладья · b3 белая пешка · e2 белая пешка · f2 белая пешка · e1 белая ладья | e8 белый король · h7 белый слон · b6 белый конь · d6 белый слон · f6 белая пешка · e5 белый конь · f5 чёрная ладья · a4 белый ферзь · d4 чёрный конь · e4 чёрный король · f4 чёрный конь · h4 белая ладья · b3 белая пешка · e2 белая пешка · f2 белая пешка · e1 белая ладья | e8 белый король · h7 белый слон · b6 белый конь · d6 белый слон · f6 белая пешка · e5 белый конь · f5 чёрная ладья · a4 белый ферзь · d4 чёрный конь · e4 чёрный король · f4 чёрный конь · h4 белая ладья · b3 белая пешка · e2 белая пешка · f2 белая пешка · e1 белая ладья | 2 |
| 1 | e8 белый король · h7 белый слон · b6 белый конь · d6 белый слон · f6 белая пешка · e5 белый конь · f5 чёрная ладья · a4 белый ферзь · d4 чёрный конь · e4 чёрный король · f4 чёрный конь · h4 белая ладья · b3 белая пешка · e2 белая пешка · f2 белая пешка · e1 белая ладья | e8 белый король · h7 белый слон · b6 белый конь · d6 белый слон · f6 белая пешка · e5 белый конь · f5 чёрная ладья · a4 белый ферзь · d4 чёрный конь · e4 чёрный король · f4 чёрный конь · h4 белая ладья · b3 белая пешка · e2 белая пешка · f2 белая пешка · e1 белая ладья | e8 белый король · h7 белый слон · b6 белый конь · d6 белый слон · f6 белая пешка · e5 белый конь · f5 чёрная ладья · a4 белый ферзь · d4 чёрный конь · e4 чёрный король · f4 чёрный конь · h4 белая ладья · b3 белая пешка · e2 белая пешка · f2 белая пешка · e1 белая ладья | e8 белый король · h7 белый слон · b6 белый конь · d6 белый слон · f6 белая пешка · e5 белый конь · f5 чёрная ладья · a4 белый ферзь · d4 чёрный конь · e4 чёрный король · f4 чёрный конь · h4 белая ладья · b3 белая пешка · e2 белая пешка · f2 белая пешка · e1 белая ладья | e8 белый король · h7 белый слон · b6 белый конь · d6 белый слон · f6 белая пешка · e5 белый конь · f5 чёрная ладья · a4 белый ферзь · d4 чёрный конь · e4 чёрный король · f4 чёрный конь · h4 белая ладья · b3 белая пешка · e2 белая пешка · f2 белая пешка · e1 белая ладья | e8 белый король · h7 белый слон · b6 белый конь · d6 белый слон · f6 белая пешка · e5 белый конь · f5 чёрная ладья · a4 белый ферзь · d4 чёрный конь · e4 чёрный король · f4 чёрный конь · h4 белая ладья · b3 белая пешка · e2 белая пешка · f2 белая пешка · e1 белая ладья | e8 белый король · h7 белый слон · b6 белый конь · d6 белый слон · f6 белая пешка · e5 белый конь · f5 чёрная ладья · a4 белый ферзь · d4 чёрный конь · e4 чёрный король · f4 чёрный конь · h4 белая ладья · b3 белая пешка · e2 белая пешка · f2 белая пешка · e1 белая ладья | e8 белый король · h7 белый слон · b6 белый конь · d6 белый слон · f6 белая пешка · e5 белый конь · f5 чёрная ладья · a4 белый ферзь · d4 чёрный конь · e4 чёрный король · f4 чёрный конь · h4 белая ладья · b3 белая пешка · e2 белая пешка · f2 белая пешка · e1 белая ладья | 1 |
|   | a | b | c | d | e | f | g | h |   |

Я. Харинг был специалистом в области двухходовок.

Существует тема Харинга, названная в его честь.
1.Kg6? цугцванг,

1…Ле5+ 2.К:е5#,

1…Л ~ 2.Л:f4#, но 1…Л:f6!
1.Kg4? (угроза 2.f3#),

1…Kf:e2 2.Ke5#,

но 1…Kg6!
1.Kc4! (угроза 2.Л:f4#),

1…Kd:e2 2.Ke5#
Тема Харинга: в ложных следах и решении возврат белой фигуры на её исходное поле.
|   | a | b | c | d | e | f | g | h |   |
| - | --- | --- | --- | --- | --- | --- | --- | --- | - |
| 8 | c8 белый король · a6 чёрная пешка · b6 белая пешка · c6 чёрный король · d6 чёрная пешка · a5 чёрная пешка · d5 чёрная пешка · h3 чёрный конь · a2 белый конь · b2 чёрная ладья · d1 белый слон · e1 белый слон | c8 белый король · a6 чёрная пешка · b6 белая пешка · c6 чёрный король · d6 чёрная пешка · a5 чёрная пешка · d5 чёрная пешка · h3 чёрный конь · a2 белый конь · b2 чёрная ладья · d1 белый слон · e1 белый слон | c8 белый король · a6 чёрная пешка · b6 белая пешка · c6 чёрный король · d6 чёрная пешка · a5 чёрная пешка · d5 чёрная пешка · h3 чёрный конь · a2 белый конь · b2 чёрная ладья · d1 белый слон · e1 белый слон | c8 белый король · a6 чёрная пешка · b6 белая пешка · c6 чёрный король · d6 чёрная пешка · a5 чёрная пешка · d5 чёрная пешка · h3 чёрный конь · a2 белый конь · b2 чёрная ладья · d1 белый слон · e1 белый слон | c8 белый король · a6 чёрная пешка · b6 белая пешка · c6 чёрный король · d6 чёрная пешка · a5 чёрная пешка · d5 чёрная пешка · h3 чёрный конь · a2 белый конь · b2 чёрная ладья · d1 белый слон · e1 белый слон | c8 белый король · a6 чёрная пешка · b6 белая пешка · c6 чёрный король · d6 чёрная пешка · a5 чёрная пешка · d5 чёрная пешка · h3 чёрный конь · a2 белый конь · b2 чёрная ладья · d1 белый слон · e1 белый слон | c8 белый король · a6 чёрная пешка · b6 белая пешка · c6 чёрный король · d6 чёрная пешка · a5 чёрная пешка · d5 чёрная пешка · h3 чёрный конь · a2 белый конь · b2 чёрная ладья · d1 белый слон · e1 белый слон | c8 белый король · a6 чёрная пешка · b6 белая пешка · c6 чёрный король · d6 чёрная пешка · a5 чёрная пешка · d5 чёрная пешка · h3 чёрный конь · a2 белый конь · b2 чёрная ладья · d1 белый слон · e1 белый слон | 8 |
| 7 | c8 белый король · a6 чёрная пешка · b6 белая пешка · c6 чёрный король · d6 чёрная пешка · a5 чёрная пешка · d5 чёрная пешка · h3 чёрный конь · a2 белый конь · b2 чёрная ладья · d1 белый слон · e1 белый слон | c8 белый король · a6 чёрная пешка · b6 белая пешка · c6 чёрный король · d6 чёрная пешка · a5 чёрная пешка · d5 чёрная пешка · h3 чёрный конь · a2 белый конь · b2 чёрная ладья · d1 белый слон · e1 белый слон | c8 белый король · a6 чёрная пешка · b6 белая пешка · c6 чёрный король · d6 чёрная пешка · a5 чёрная пешка · d5 чёрная пешка · h3 чёрный конь · a2 белый конь · b2 чёрная ладья · d1 белый слон · e1 белый слон | c8 белый король · a6 чёрная пешка · b6 белая пешка · c6 чёрный король · d6 чёрная пешка · a5 чёрная пешка · d5 чёрная пешка · h3 чёрный конь · a2 белый конь · b2 чёрная ладья · d1 белый слон · e1 белый слон | c8 белый король · a6 чёрная пешка · b6 белая пешка · c6 чёрный король · d6 чёрная пешка · a5 чёрная пешка · d5 чёрная пешка · h3 чёрный конь · a2 белый конь · b2 чёрная ладья · d1 белый слон · e1 белый слон | c8 белый король · a6 чёрная пешка · b6 белая пешка · c6 чёрный король · d6 чёрная пешка · a5 чёрная пешка · d5 чёрная пешка · h3 чёрный конь · a2 белый конь · b2 чёрная ладья · d1 белый слон · e1 белый слон | c8 белый король · a6 чёрная пешка · b6 белая пешка · c6 чёрный король · d6 чёрная пешка · a5 чёрная пешка · d5 чёрная пешка · h3 чёрный конь · a2 белый конь · b2 чёрная ладья · d1 белый слон · e1 белый слон | c8 белый король · a6 чёрная пешка · b6 белая пешка · c6 чёрный король · d6 чёрная пешка · a5 чёрная пешка · d5 чёрная пешка · h3 чёрный конь · a2 белый конь · b2 чёрная ладья · d1 белый слон · e1 белый слон | 7 |
| 6 | c8 белый король · a6 чёрная пешка · b6 белая пешка · c6 чёрный король · d6 чёрная пешка · a5 чёрная пешка · d5 чёрная пешка · h3 чёрный конь · a2 белый конь · b2 чёрная ладья · d1 белый слон · e1 белый слон | c8 белый король · a6 чёрная пешка · b6 белая пешка · c6 чёрный король · d6 чёрная пешка · a5 чёрная пешка · d5 чёрная пешка · h3 чёрный конь · a2 белый конь · b2 чёрная ладья · d1 белый слон · e1 белый слон | c8 белый король · a6 чёрная пешка · b6 белая пешка · c6 чёрный король · d6 чёрная пешка · a5 чёрная пешка · d5 чёрная пешка · h3 чёрный конь · a2 белый конь · b2 чёрная ладья · d1 белый слон · e1 белый слон | c8 белый король · a6 чёрная пешка · b6 белая пешка · c6 чёрный король · d6 чёрная пешка · a5 чёрная пешка · d5 чёрная пешка · h3 чёрный конь · a2 белый конь · b2 чёрная ладья · d1 белый слон · e1 белый слон | c8 белый король · a6 чёрная пешка · b6 белая пешка · c6 чёрный король · d6 чёрная пешка · a5 чёрная пешка · d5 чёрная пешка · h3 чёрный конь · a2 белый конь · b2 чёрная ладья · d1 белый слон · e1 белый слон | c8 белый король · a6 чёрная пешка · b6 белая пешка · c6 чёрный король · d6 чёрная пешка · a5 чёрная пешка · d5 чёрная пешка · h3 чёрный конь · a2 белый конь · b2 чёрная ладья · d1 белый слон · e1 белый слон | c8 белый король · a6 чёрная пешка · b6 белая пешка · c6 чёрный король · d6 чёрная пешка · a5 чёрная пешка · d5 чёрная пешка · h3 чёрный конь · a2 белый конь · b2 чёрная ладья · d1 белый слон · e1 белый слон | c8 белый король · a6 чёрная пешка · b6 белая пешка · c6 чёрный король · d6 чёрная пешка · a5 чёрная пешка · d5 чёрная пешка · h3 чёрный конь · a2 белый конь · b2 чёрная ладья · d1 белый слон · e1 белый слон | 6 |
| 5 | c8 белый король · a6 чёрная пешка · b6 белая пешка · c6 чёрный король · d6 чёрная пешка · a5 чёрная пешка · d5 чёрная пешка · h3 чёрный конь · a2 белый конь · b2 чёрная ладья · d1 белый слон · e1 белый слон | c8 белый король · a6 чёрная пешка · b6 белая пешка · c6 чёрный король · d6 чёрная пешка · a5 чёрная пешка · d5 чёрная пешка · h3 чёрный конь · a2 белый конь · b2 чёрная ладья · d1 белый слон · e1 белый слон | c8 белый король · a6 чёрная пешка · b6 белая пешка · c6 чёрный король · d6 чёрная пешка · a5 чёрная пешка · d5 чёрная пешка · h3 чёрный конь · a2 белый конь · b2 чёрная ладья · d1 белый слон · e1 белый слон | c8 белый король · a6 чёрная пешка · b6 белая пешка · c6 чёрный король · d6 чёрная пешка · a5 чёрная пешка · d5 чёрная пешка · h3 чёрный конь · a2 белый конь · b2 чёрная ладья · d1 белый слон · e1 белый слон | c8 белый король · a6 чёрная пешка · b6 белая пешка · c6 чёрный король · d6 чёрная пешка · a5 чёрная пешка · d5 чёрная пешка · h3 чёрный конь · a2 белый конь · b2 чёрная ладья · d1 белый слон · e1 белый слон | c8 белый король · a6 чёрная пешка · b6 белая пешка · c6 чёрный король · d6 чёрная пешка · a5 чёрная пешка · d5 чёрная пешка · h3 чёрный конь · a2 белый конь · b2 чёрная ладья · d1 белый слон · e1 белый слон | c8 белый король · a6 чёрная пешка · b6 белая пешка · c6 чёрный король · d6 чёрная пешка · a5 чёрная пешка · d5 чёрная пешка · h3 чёрный конь · a2 белый конь · b2 чёрная ладья · d1 белый слон · e1 белый слон | c8 белый король · a6 чёрная пешка · b6 белая пешка · c6 чёрный король · d6 чёрная пешка · a5 чёрная пешка · d5 чёрная пешка · h3 чёрный конь · a2 белый конь · b2 чёрная ладья · d1 белый слон · e1 белый слон | 5 |
| 4 | c8 белый король · a6 чёрная пешка · b6 белая пешка · c6 чёрный король · d6 чёрная пешка · a5 чёрная пешка · d5 чёрная пешка · h3 чёрный конь · a2 белый конь · b2 чёрная ладья · d1 белый слон · e1 белый слон | c8 белый король · a6 чёрная пешка · b6 белая пешка · c6 чёрный король · d6 чёрная пешка · a5 чёрная пешка · d5 чёрная пешка · h3 чёрный конь · a2 белый конь · b2 чёрная ладья · d1 белый слон · e1 белый слон | c8 белый король · a6 чёрная пешка · b6 белая пешка · c6 чёрный король · d6 чёрная пешка · a5 чёрная пешка · d5 чёрная пешка · h3 чёрный конь · a2 белый конь · b2 чёрная ладья · d1 белый слон · e1 белый слон | c8 белый король · a6 чёрная пешка · b6 белая пешка · c6 чёрный король · d6 чёрная пешка · a5 чёрная пешка · d5 чёрная пешка · h3 чёрный конь · a2 белый конь · b2 чёрная ладья · d1 белый слон · e1 белый слон | c8 белый король · a6 чёрная пешка · b6 белая пешка · c6 чёрный король · d6 чёрная пешка · a5 чёрная пешка · d5 чёрная пешка · h3 чёрный конь · a2 белый конь · b2 чёрная ладья · d1 белый слон · e1 белый слон | c8 белый король · a6 чёрная пешка · b6 белая пешка · c6 чёрный король · d6 чёрная пешка · a5 чёрная пешка · d5 чёрная пешка · h3 чёрный конь · a2 белый конь · b2 чёрная ладья · d1 белый слон · e1 белый слон | c8 белый король · a6 чёрная пешка · b6 белая пешка · c6 чёрный король · d6 чёрная пешка · a5 чёрная пешка · d5 чёрная пешка · h3 чёрный конь · a2 белый конь · b2 чёрная ладья · d1 белый слон · e1 белый слон | c8 белый король · a6 чёрная пешка · b6 белая пешка · c6 чёрный король · d6 чёрная пешка · a5 чёрная пешка · d5 чёрная пешка · h3 чёрный конь · a2 белый конь · b2 чёрная ладья · d1 белый слон · e1 белый слон | 4 |
| 3 | c8 белый король · a6 чёрная пешка · b6 белая пешка · c6 чёрный король · d6 чёрная пешка · a5 чёрная пешка · d5 чёрная пешка · h3 чёрный конь · a2 белый конь · b2 чёрная ладья · d1 белый слон · e1 белый слон | c8 белый король · a6 чёрная пешка · b6 белая пешка · c6 чёрный король · d6 чёрная пешка · a5 чёрная пешка · d5 чёрная пешка · h3 чёрный конь · a2 белый конь · b2 чёрная ладья · d1 белый слон · e1 белый слон | c8 белый король · a6 чёрная пешка · b6 белая пешка · c6 чёрный король · d6 чёрная пешка · a5 чёрная пешка · d5 чёрная пешка · h3 чёрный конь · a2 белый конь · b2 чёрная ладья · d1 белый слон · e1 белый слон | c8 белый король · a6 чёрная пешка · b6 белая пешка · c6 чёрный король · d6 чёрная пешка · a5 чёрная пешка · d5 чёрная пешка · h3 чёрный конь · a2 белый конь · b2 чёрная ладья · d1 белый слон · e1 белый слон | c8 белый король · a6 чёрная пешка · b6 белая пешка · c6 чёрный король · d6 чёрная пешка · a5 чёрная пешка · d5 чёрная пешка · h3 чёрный конь · a2 белый конь · b2 чёрная ладья · d1 белый слон · e1 белый слон | c8 белый король · a6 чёрная пешка · b6 белая пешка · c6 чёрный король · d6 чёрная пешка · a5 чёрная пешка · d5 чёрная пешка · h3 чёрный конь · a2 белый конь · b2 чёрная ладья · d1 белый слон · e1 белый слон | c8 белый король · a6 чёрная пешка · b6 белая пешка · c6 чёрный король · d6 чёрная пешка · a5 чёрная пешка · d5 чёрная пешка · h3 чёрный конь · a2 белый конь · b2 чёрная ладья · d1 белый слон · e1 белый слон | c8 белый король · a6 чёрная пешка · b6 белая пешка · c6 чёрный король · d6 чёрная пешка · a5 чёрная пешка · d5 чёрная пешка · h3 чёрный конь · a2 белый конь · b2 чёрная ладья · d1 белый слон · e1 белый слон | 3 |
| 2 | c8 белый король · a6 чёрная пешка · b6 белая пешка · c6 чёрный король · d6 чёрная пешка · a5 чёрная пешка · d5 чёрная пешка · h3 чёрный конь · a2 белый конь · b2 чёрная ладья · d1 белый слон · e1 белый слон | c8 белый король · a6 чёрная пешка · b6 белая пешка · c6 чёрный король · d6 чёрная пешка · a5 чёрная пешка · d5 чёрная пешка · h3 чёрный конь · a2 белый конь · b2 чёрная ладья · d1 белый слон · e1 белый слон | c8 белый король · a6 чёрная пешка · b6 белая пешка · c6 чёрный король · d6 чёрная пешка · a5 чёрная пешка · d5 чёрная пешка · h3 чёрный конь · a2 белый конь · b2 чёрная ладья · d1 белый слон · e1 белый слон | c8 белый король · a6 чёрная пешка · b6 белая пешка · c6 чёрный король · d6 чёрная пешка · a5 чёрная пешка · d5 чёрная пешка · h3 чёрный конь · a2 белый конь · b2 чёрная ладья · d1 белый слон · e1 белый слон | c8 белый король · a6 чёрная пешка · b6 белая пешка · c6 чёрный король · d6 чёрная пешка · a5 чёрная пешка · d5 чёрная пешка · h3 чёрный конь · a2 белый конь · b2 чёрная ладья · d1 белый слон · e1 белый слон | c8 белый король · a6 чёрная пешка · b6 белая пешка · c6 чёрный король · d6 чёрная пешка · a5 чёрная пешка · d5 чёрная пешка · h3 чёрный конь · a2 белый конь · b2 чёрная ладья · d1 белый слон · e1 белый слон | c8 белый король · a6 чёрная пешка · b6 белая пешка · c6 чёрный король · d6 чёрная пешка · a5 чёрная пешка · d5 чёрная пешка · h3 чёрный конь · a2 белый конь · b2 чёрная ладья · d1 белый слон · e1 белый слон | c8 белый король · a6 чёрная пешка · b6 белая пешка · c6 чёрный король · d6 чёрная пешка · a5 чёрная пешка · d5 чёрная пешка · h3 чёрный конь · a2 белый конь · b2 чёрная ладья · d1 белый слон · e1 белый слон | 2 |
| 1 | c8 белый король · a6 чёрная пешка · b6 белая пешка · c6 чёрный король · d6 чёрная пешка · a5 чёрная пешка · d5 чёрная пешка · h3 чёрный конь · a2 белый конь · b2 чёрная ладья · d1 белый слон · e1 белый слон | c8 белый король · a6 чёрная пешка · b6 белая пешка · c6 чёрный король · d6 чёрная пешка · a5 чёрная пешка · d5 чёрная пешка · h3 чёрный конь · a2 белый конь · b2 чёрная ладья · d1 белый слон · e1 белый слон | c8 белый король · a6 чёрная пешка · b6 белая пешка · c6 чёрный король · d6 чёрная пешка · a5 чёрная пешка · d5 чёрная пешка · h3 чёрный конь · a2 белый конь · b2 чёрная ладья · d1 белый слон · e1 белый слон | c8 белый король · a6 чёрная пешка · b6 белая пешка · c6 чёрный король · d6 чёрная пешка · a5 чёрная пешка · d5 чёрная пешка · h3 чёрный конь · a2 белый конь · b2 чёрная ладья · d1 белый слон · e1 белый слон | c8 белый король · a6 чёрная пешка · b6 белая пешка · c6 чёрный король · d6 чёрная пешка · a5 чёрная пешка · d5 чёрная пешка · h3 чёрный конь · a2 белый конь · b2 чёрная ладья · d1 белый слон · e1 белый слон | c8 белый король · a6 чёрная пешка · b6 белая пешка · c6 чёрный король · d6 чёрная пешка · a5 чёрная пешка · d5 чёрная пешка · h3 чёрный конь · a2 белый конь · b2 чёрная ладья · d1 белый слон · e1 белый слон | c8 белый король · a6 чёрная пешка · b6 белая пешка · c6 чёрный король · d6 чёрная пешка · a5 чёрная пешка · d5 чёрная пешка · h3 чёрный конь · a2 белый конь · b2 чёрная ладья · d1 белый слон · e1 белый слон | c8 белый король · a6 чёрная пешка · b6 белая пешка · c6 чёрный король · d6 чёрная пешка · a5 чёрная пешка · d5 чёрная пешка · h3 чёрный конь · a2 белый конь · b2 чёрная ладья · d1 белый слон · e1 белый слон | 1 |
|   | a | b | c | d | e | f | g | h |   |

Известно также свыше десяти этюдов Я. Харинга.
Решение:

1.Сa4+ Kp: b6 2.Cc3 Лb5 3.Сd4+ Лc5+ 4.Kpb8 Kf4 5.Kc3 цугцванг K ~ 6.K:d5#
И эхо-вариант:

3…Kpc6 4.Kc1 K ~ 5.Kb3 K ~ 6.K:a5#